# Legionella dresdenensis
Espèce
Legionella dresdenensis est une espèce de bactéries gram-négatives de la famille des Legionellaceae.

## Description
Les souches de l'espèce Legionella dresdenensis sont des bacilles gram-négatifs, aérobies et ne formant pas de spores.

## Taxonomie
Le nom correct complet (avec auteur) de ce taxon est Legionella dresdenensis Lück et al. 2010.

### Étymologie
C'est le lieu d'isolement de la première souche de cette espèce qui a été choisi pour la nommer. Son étymologie est la suivante : dres.den’ensis. N.L. masc./fem. adj. dresdenensis, concernant Dresde, Allemagne, où la souche a été isolée [le nom de dresdensis pourrait être plus juste].